# Koenraad II van Mazovië
Koenraad II van Mazovië (circa 1250 - Czerwińsk nad Wisłą, 24 juni of 21 oktober 1294) was van 1262 tot 1294 hertog van Mazovië. Hij behoorde tot het huis Piasten.

## Levensloop
Hij was de oudste zoon van hertog Ziemovit I van Mazovië en Perejaslawa van Galicië, dochter van koning Daniel van Galicië.
In 1262 organiseerde grootvorst Treniota van Litouwen een grote militaire campagne tegen het hertogdom Mazovië. Koenraad II en zijn vader verbleven in het fort van Jazdów, waar ze het slachtoffer werden van een verrassingsaanval. Bij de strijd om het fort sneuvelde Ziemovit I, terwijl Koenraad II door de Litouwers werd gevangengenomen.
Omdat Koenraad II in gevangenschap zat en zijn jongere broer Bolesław II nog minderjarig was, waren ze niet in staat om het bestuur van het hertogdom Mazovië over te nemen. Hun moeder Perejaslawa en hertog Bolesław de Vrome van Groot-Polen namen hierop tot in 1264 het regentschap waar in Mazovië. Dat jaar werd Koenraad II na twee jaar gevangenschap vrijgelaten, waarna hij en zijn broer Bolesław II volwaardig hertog van Mazovië werden.
Op het vlak van de buitenlandse politiek zette Koenraad II het beleid van zijn vader verder door nauw samen te werken met groothertog Bolesław V van Polen, hertog Leszek II van Sieradz en hertog Bolesław de Vrome van Groot-Polen. Hij vocht aan de zijde van Hongarije in de oorlog tegen Bohemen om de macht van het hertogdom Oostenrijk na het uitsterven van het huis Babenberg. In 1271 maakte hij deel uit van de coalitie tegen hertog Hendrik IV van Silezië, een bondgenoot van koning Ottokar II van Bohemen en in 1273 vocht Koenraad II tegen hertog Wladislaus I van Opole, die van de verwarring die ontstaan was door de Boheems-Hongaarse oorlog wou profiteren om het groothertogdom Polen te veroveren.
Toen zijn broer Bolesław II in 1275 volwassen werd verklaard, besliste Koenraad II om het grondgebied van zijn vader te verdelen. Hierbij kreeg Bolesław II het gebied rond de stad Płock, terwijl Koenraad II zelf het gebied rond de stad Czersk bleef besturen. Bolesław II was echter niet tevreden met dit gebied en er brak een jarenlang conflict uit tussen de broers. Dit bracht geen enkele overwinning op voor beide partijen. Integendeel, het bracht ernstige schade toe aan hun gebieden.
In december 1279 overleed Bolesław V van Polen. De burgeroorlog in Mazovië verhinderde Koenraad II echter om het groothertogdom Polen opeisen, waardoor de aangeduide opvolger van Bolesław V, hertog Leszek II van Sieradz, de nieuwe groothertog van Polen werd. Koenraad II had echter dichte contacten met de tegenstanders van Leszek II in het hertogdom Krakau en het hertogdom Sandomierz en in 1282 begon hij een militaire campagne tegen Leszek II. De Mazovische troepen konden de districten Radom en Sandomierz kortstondig veroveren, maar de militaire campagne draaide voor Koenraad II uit in een complete mislukking. 
In 1285 deed Koenraad II opnieuw een militaire expeditie, ditmaal met een beter voorbereid leger samengesteld uit troepen uit het gebied rond Czersk dat ondersteund was door rebellen uit Klein-Polen. Ondanks dat slaagde Koenraad II er niet in om het Wawel-kasteel te veroveren, dat verdedigd werd door de trouwe lokale burgers aangevoerd door Grifine van Kiev, de echtgenote van Leszek II van Polen. Op 3 mei 1285 vond bij Bogucice de beslissende veldslag plaats, waarbij Koenraad II verpletterend verslagen werd en hij gedwongen werd om terug te keren naar Czersk. In 1286 slaagde hij er wel in om met de hulp van Litouwse troepen het district Gostynin te veroveren, dat in handen was van Wladislaus de Korte.
In september 1288 overleed Leszek II van Polen en deze gebeurtenis gaf Koenraad II een nieuwe kans om het groothertogdom Polen te bemachtigen. Ditmaal kon Koenraad II met de steun van Galicië-Wolynië succesvol Klein-Polen veroveren. Hij was echter niet de enige die groothertog van Polen wilde worden: ook hertog Hendrik IV van Silezië en zijn eigen broer Bolesław II waren namelijk kandidaat om groothertog van Polen te worden. Hendrik IV werd uiteindelijk aangeduid als groothertog van Polen, maar Koenraad II gaf het niet op en sloot in 1289 een akkoord met zijn broer. Op voorwaarde dat Bolesław II de verdeling van Mazovië zoals die in 1275 geregeld was aanvaardde en Koenraad II Sandomierz kreeg, moest hij Koenraad II helpen om groothertog van Polen te worden. Het akkoord hield echter niet lang stand en nadat Bolesław II de slag bij Siewerz gewonnen had, kwamen zijn ambities om groothertog van Polen te worden terug boven. Ook werd Koenraad II als hertog van Sandomierz bestreden door Wladislaus de Korte, die als halfbroer van Leszek II recht meende te hebben op dit gebied.
In 1294 stierf Koenraad II van Mazovië, waarna hij waarschijnlijk begraven werd in de dominicanenkerk van Warka, die inmiddels gesloopt is. Omdat hij geen mannelijke nakomelingen had, volgde zijn broer Bolesław II hem op als hertog van Mazovië.

## Huwelijk en nakomelingen
Tussen 1265 en 1270 huwde hij met Hedwig (circa 1250/1255-na 1280), een dochter van hertog Bolesław II van Liegnitz. Ze kregen een dochter:
- Anna (1270-na 1324), huwde tussen 1289 en 1291 met hertog Przemysław van Ratibor